# 傑米拉
傑米拉（阿拉伯语：‎，羅馬化：Djémila，卡拜爾語：Ğamila）位於阿尔及利亚塞提夫省，為一處古羅馬時代的遺跡。傑米拉在古羅馬時代稱為奎庫爾，始建於一世紀，在二世紀至三世紀初期蓬勃發展。七世紀阿拉伯人攻占該地後，改名為傑米拉，但未繼續使用該城鎮，該地逐漸荒廢。遺址於1909年至1957年間陸續被挖掘出來。
1982年第6屆世界遺產委員會通過傑米拉成為世界遗产。世界遺產委員會指稱，該遺跡展示了二世紀至六世紀北非古羅馬歷史上重要的一頁，此地克服了地形的限制，建構多樣化的羅馬式建築，為世界上最美麗的古羅馬遺跡之一。

## 歷史沿革
傑米拉是古罗马城鎮奎庫爾（Cuicul）的遺蹟所在地，奎庫爾源自於原住民柏柏尔人對該地的稱呼。它位於海拔約900（3,000英尺）的岩石支脈上，在塞提夫東北方約40（25英里），距離地中海海岸約60（37英里）。奎庫爾始建於一世紀涅尔瓦統治時期（96－98年），二世紀至三世紀初期蓬勃發展，城鎮範圍已超出原先的城牆。奎庫爾的城鎮布局不像是其他常見的羅馬城鎮那樣正式，街道依據丘陵的地勢展開。汪达尔人於431年占領該城鎮，六世紀前半在東羅馬帝國統治下短暫復興，七世紀阿拉伯人（倭马亚王朝）攻占該地後，改名為傑米拉（Djémila），意即「美麗」，但未繼續使用該城鎮，該地逐漸荒廢。
該遺址於1909年至1957年間陸續被挖掘出來，但仍有許多考古和修復工作有待完成。該遺址有古羅馬城鎮常見的廣場、凱旋門、劇院、市場、浴場和神殿，還有一些民居、教堂，以及精美的馬賽克路面。此城鎮最引人注目的特點是依據丘陵地形所興建的建築，以及建築與山地景觀融為一體。:298-299

## 建築
傑米拉城鎮有眾多古羅馬時期建築，主要的建築介紹如下：

### 舊廣場
舊廣場位於傑米拉城鎮中心北側，為一處48乘44（157乘144英尺）的區域，廣場邊的主要建築包括市政廳、神殿與法院。市政廳為一棟巴西利卡建築。神殿供奉罗马神话中的卡皮托里尼三神包括朱庇特、茱諾與弥涅耳瓦。神殿前方有一個祭壇，祭壇上有豬、牛、羊的雕刻。法院建於169年維魯斯統治期間，長38（125英尺），寬14（46英尺）。

### 卡拉卡拉拱門
卡拉卡拉拱門於216年建造，在傑米拉城鎮中心西邊，為一座凯旋门，以表彰羅馬皇帝卡拉卡拉，以及紀念卡拉卡拉的父親塞普蒂米烏斯·塞維魯與母親尤利亞·多姆娜。卡拉卡拉拱門高12.5（41英尺）、寬11.6（38英尺）、深3.9（13英尺）。1839年奧爾良公爵將卡拉卡拉拱門拆除，準備運到巴黎重新豎立，但他於1842年去世後，該計畫被擱置。1922年卡拉卡拉拱門於原地重新豎立。

### 塞維魯斯家族神廟
塞維魯斯家族神廟位於傑米拉城鎮中心，為塞维鲁王朝家族的神廟，建於三世紀前期。神廟前方有宏偉的階梯，階梯前方有一處廣場，稱「新廣場」。神廟立面採科林斯柱式結構。

### 大浴場
大浴場在傑米拉城鎮中心南側，建於183年康茂德執政期間。大浴場保存良好，建築採對稱設計，有一個健身房，兩側通往兩個更衣室，再通往熱水、溫水與冷水浴池。地板下有放柴火的地方，以加熱池水之用，北側有蓄水池供水給浴池。

### 巴克斯寓所
巴克斯寓所（House of Bacchus）為一座建於五世紀的大型豪宅，位於大浴場南邊，面積約7,000平方（75,000平方英尺），內有兩座花園與一座養魚的池塘。

### 劇場
劇場位於傑米拉東側城牆外的一處凹地，建於二世紀。劇場可容納三千人觀眾。將劇場設在城外可避免有表演活動時，人員進出造成交通壅塞。

### 基督徒區
基督徒區（Christian Quarter）為位於傑米拉南方城牆外的一個區域，有多座基督教建築，包括兩座巴西利卡、一座洗禮堂、一座小圣堂、一座浴場。其中最大的建築為克雷斯科紐斯主教大教堂（Basilica of Bishop Cresconius），長40（130英尺），該教堂建於六世紀，為當地最後建造的大型建築，之後阿拉伯人攻占後該地，城鎮遭到廢棄。

## 世界遺產登錄
1982年12月，第6屆世界遺產委員會於法国首都巴黎召開，由阿爾及利亞申報的項目「傑米拉」經大會通過，成為該國第四個文化遺產，編號191。世界遺產委員會指稱，傑米拉展示了二世紀至六世紀北非古羅馬歷史上重要的一頁，此地克服了地形的限制，建構多樣化的羅馬式建築。為世界上最美麗的古羅馬遺跡之一。
该世界遗产被认为满足世界遺產登錄基準中的以下基準而予以登錄：
- （iii）呈现有关现存或者已经消失的文化传统、文明的独特或稀有之证据。
- （iv）关于呈现人类历史重要阶段的建筑类型，或者建筑及技术的组合，或者景观上的卓越典范。

| 世界遺產編號 | 名稱   | 所在地                       | 保護範圍 |
| ------------ | ------ | ---------------------------- | -------- |
| 191          | 傑米拉 | 36°19'14.016"N 5°44'12.012"E | 30.6公頃 |

## 保護
該遺址根據阿爾及利亞文化遺產第90-30號（1990年）和第98-04號（1998年）法律保護，由國家保護文化財產管理開發辦公室進行管理。傑米拉博物館於法属阿尔及利亚時期的1911年設立，將遺跡內找到的各項文物進行保存。為保護該遺跡，在場址周邊已架設圍牆。該場地已進行破損馬賽克的修復，並定期監測遺址損壞情況。估計每年有3萬名遊客、1.5萬名學生到訪此地。

## 圖集

### 傑米拉遺跡

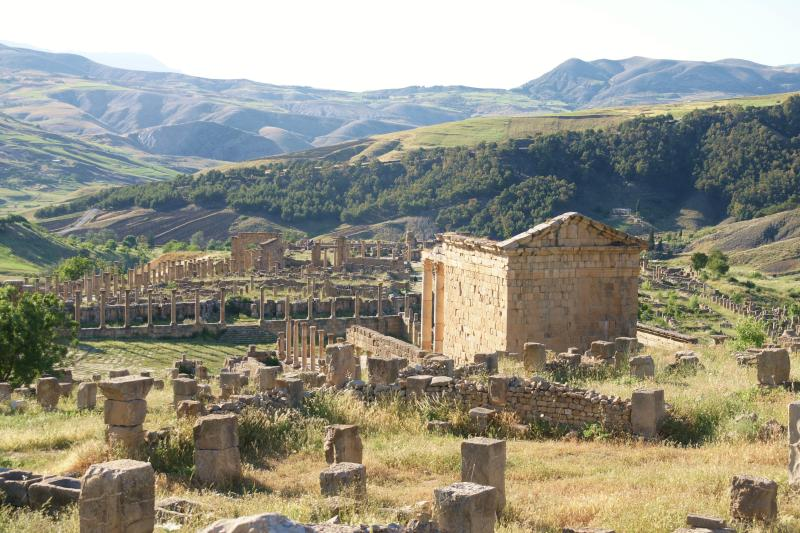
傑米拉環景
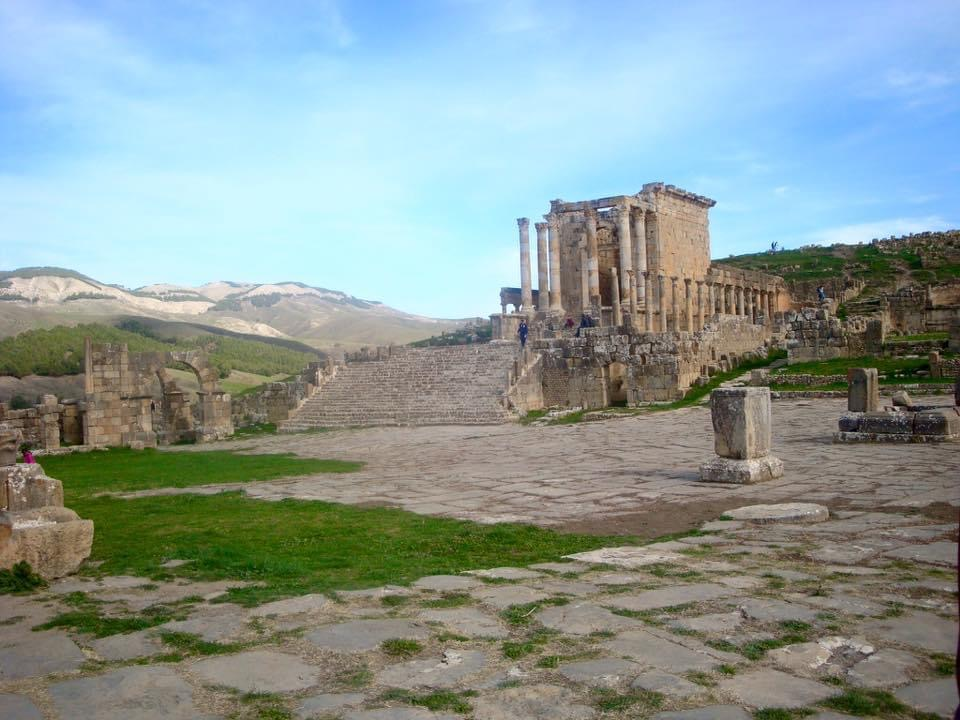
塞維魯斯家族神廟
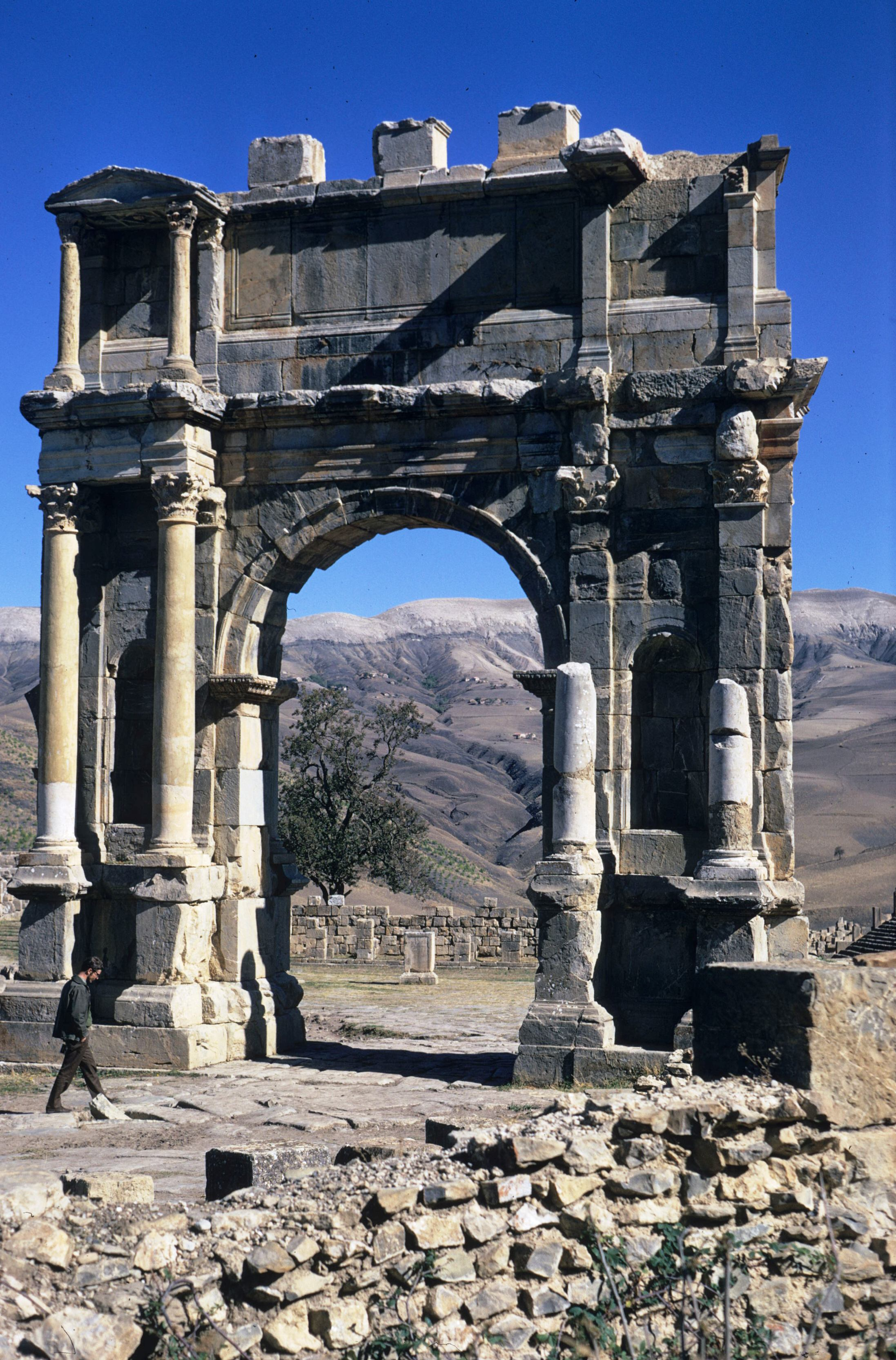
卡拉卡拉拱門
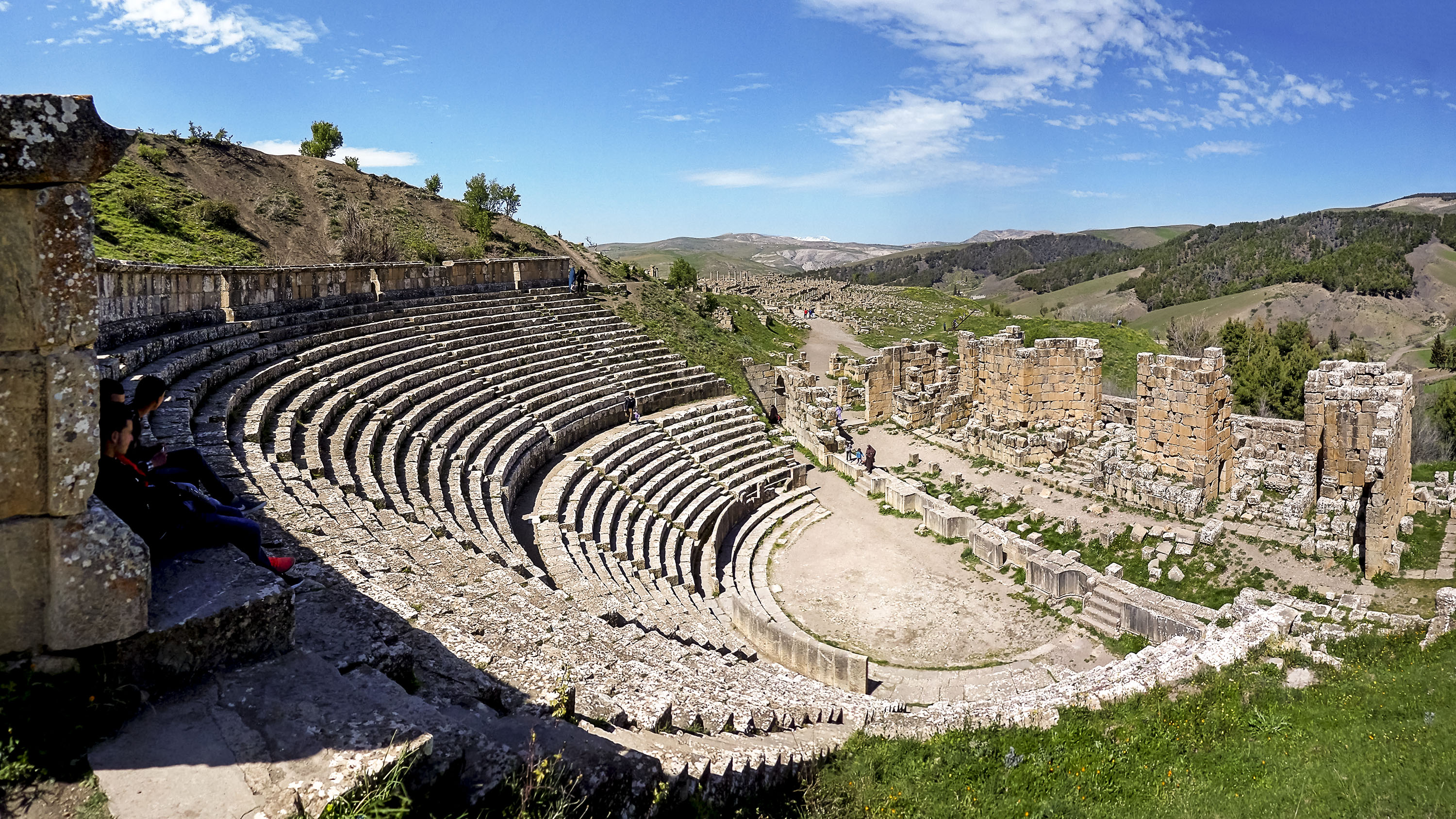
劇場
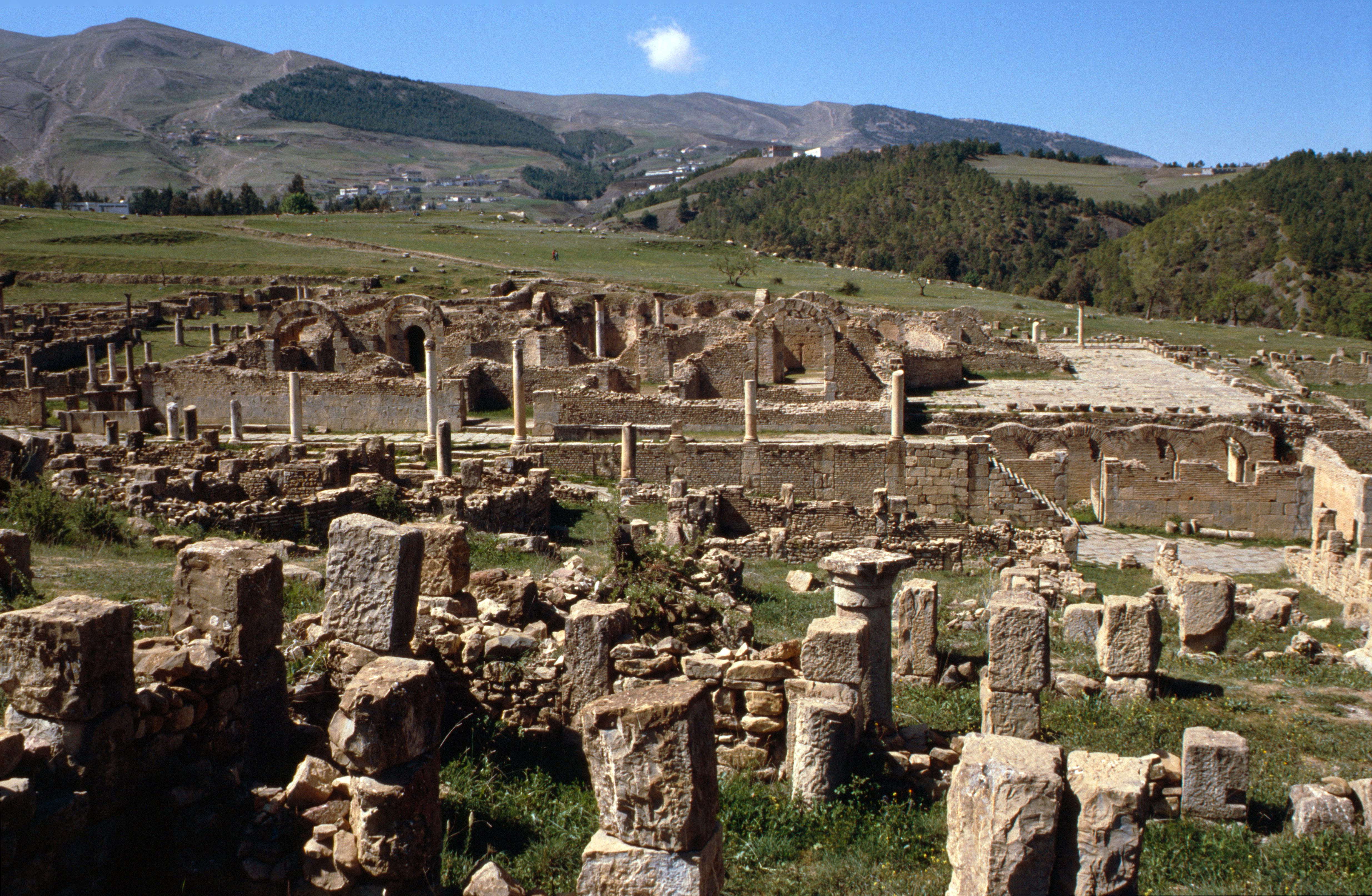
大浴場

### 傑米拉博物館

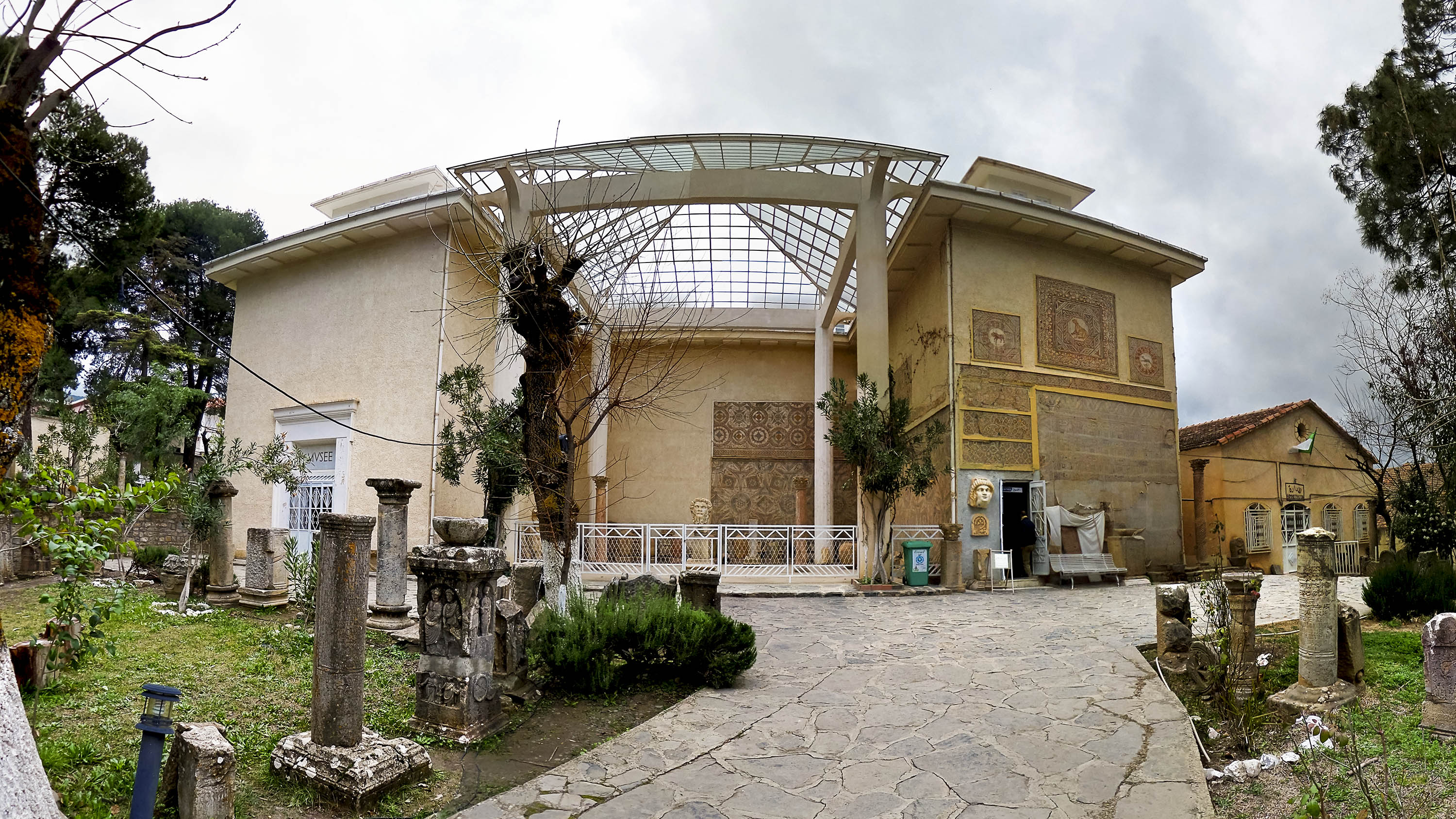
傑米拉博物館外觀
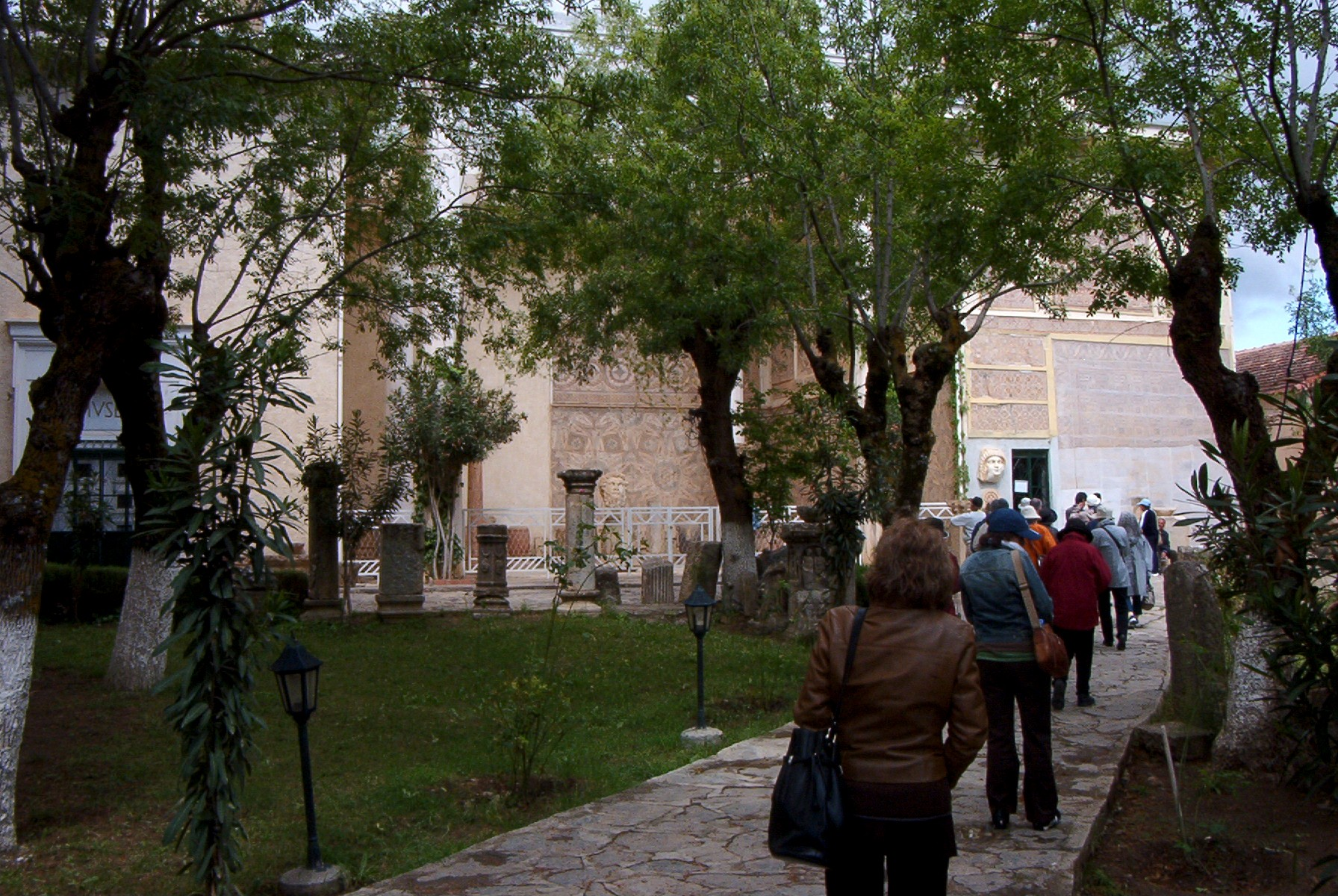
博物館前的庭院有塞維魯斯與多姆娜雕像
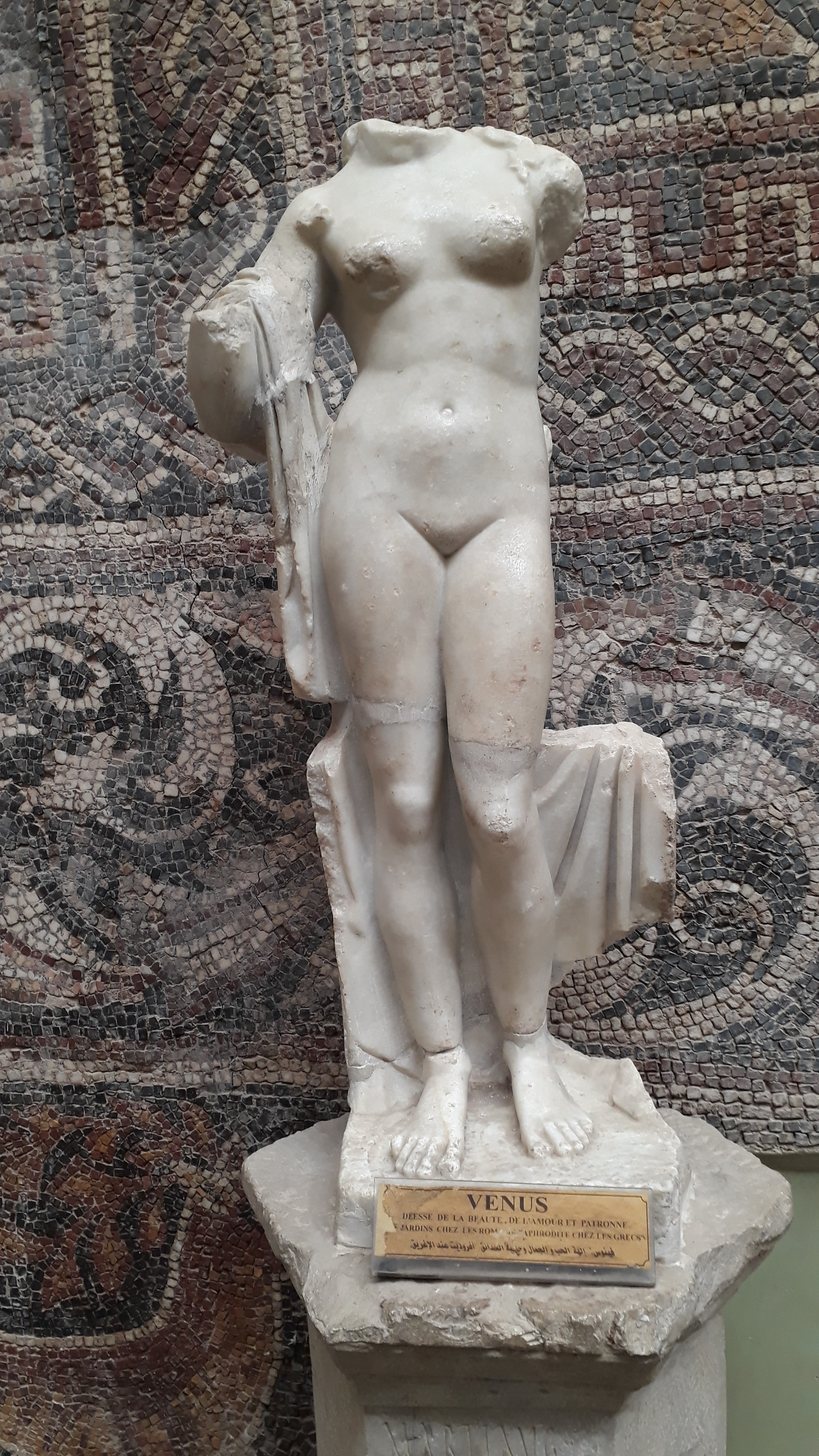
博物館內展覽的维纳斯雕像
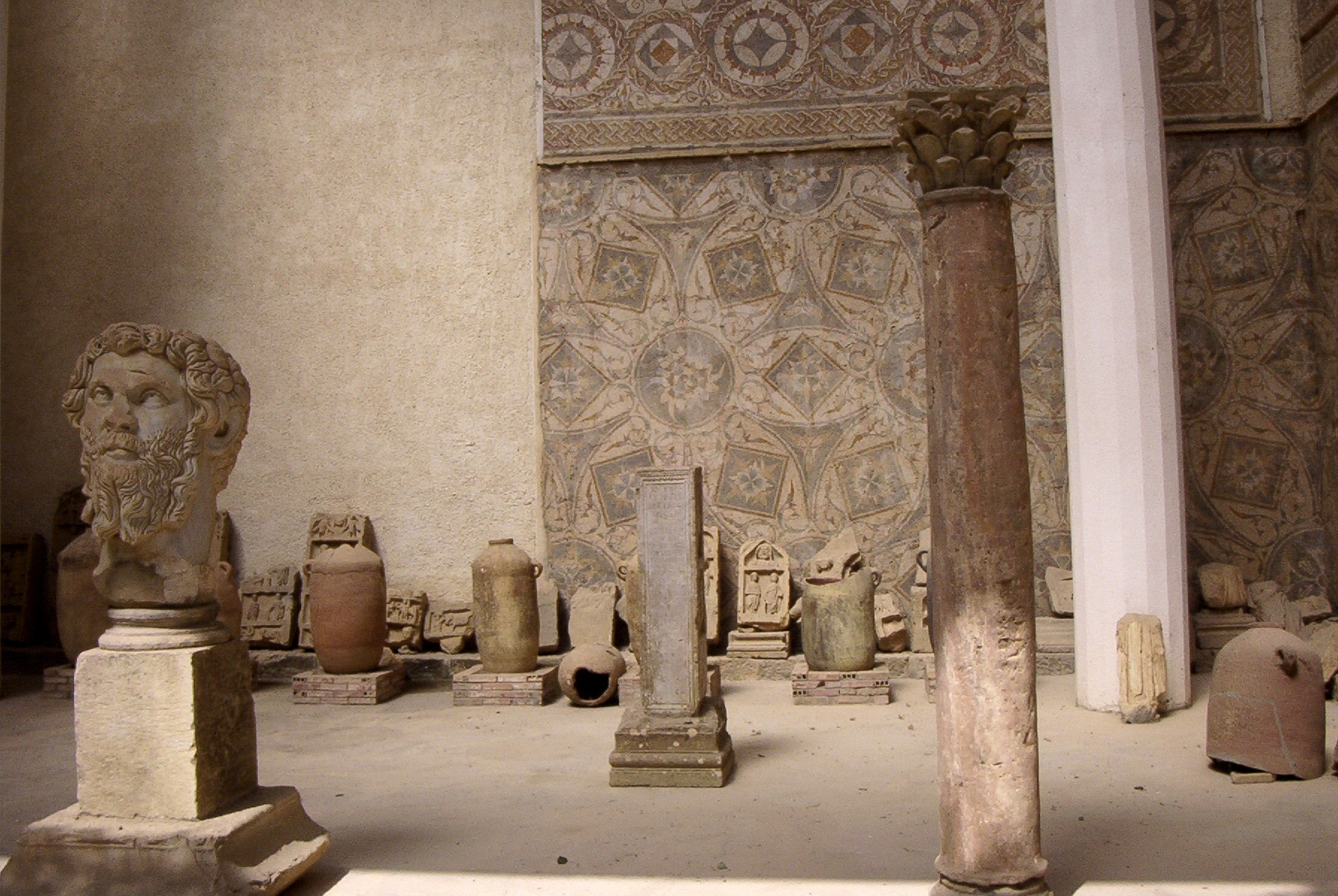
博物館內展覽的文物
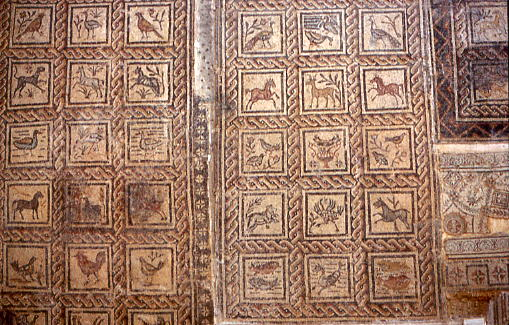
博物館內展覽的羅馬動物寓言馬賽克

## 外部連結
- Djemila, Algeria （页面存档备份，存于）
- Official UNESCO Site for Cuicul-Djémila （页面存档备份，存于）
- Photos of Cuicul (Djemila) （页面存档备份，存于）